# Tommy Söderström
Tommy Söderström (* 17. Juli 1969 in Stockholm) ist ein ehemaliger schwedischer Eishockeytorwart, der in seiner aktiven Zeit von 1987 bis 2000 unter anderem für die Philadelphia Flyers und New York Islanders in der National Hockey League gespielt hat.

## Karriere
Tommy Söderström begann seine Karriere als Eishockeyspieler in seiner Heimatstadt in der Nachwuchsabteilung von Djurgårdens IF, bei dessen Profimannschaft er erstmals während der Saison 1987/88 in der Elitserien im Kader stand, jedoch noch ohne Einsatz blieb. Die folgende Spielzeit verbrachte er beim Nacka HK in der damals noch zweitklassigen Division 1. Daraufhin kehrte der Torwart zu Djurgårdens IF zurück, mit dem er in den Spielzeiten 1989/90 und 1990/91 jeweils den schwedischen Meistertitel gewann. In der Saison 1991/92 wurde er mit seiner Mannschaft zudem Vizemeister. Auch er persönlich war in diesem Zeitraum sehr erfolgreich. In den Jahren 1991 und 1992 wies er jeweils den niedrigsten Gegentorschnitt der Elitserien auf. Zudem wurde er 1991 zum Rookie des Jahres der Elitserien gewählt.
Von 1992 bis 1994 spielte Söderström für die Philadelphia Flyers in der National Hockey League, die ihn bereits im NHL Entry Draft 1990 in der elften Runde als insgesamt 214. Spieler ausgewählt hatten. Während seiner Zeit bei den Flyers, spielte er parallel in insgesamt 16 Partien für deren Farmteam Hershey Bears in der American Hockey League. Am 22. September 1994 wurde er im Tausch gegen Ron Hextall und ein Sechstrundenwahlrecht für den NHL Entry Draft 1995 zu den New York Islanders transferiert, bei denen er die folgenden drei NHL-Spielzeiten verbrachte. Während seiner Zeit bei den Islanders, stand er parallel in einigen Spielen bei den Rochester Americans in der American Hockey League und den Utah Grizzlies in der International Hockey League zwischen den Pfosten. Zuletzt spielte er von 1997 bis 2010 noch einmal für seinen Stammverein Djurgårdens IF, mit dem er in der Saison 1997/98 Vizemeister wurde. In der Spielzeit wies er den niedrigsten Gegentorschnitt der Liga und die beste Fangquote auf. Zudem wurde er mit dem Guldhjälmen als Elitserien-Spieler des Jahres ausgezeichnet. Im Anschluss an den Gewinn des Meistertitels in der Saison 1999/2000 beendete er der langjährige Nationalspieler im Alter von 31 Jahren seine Karriere.

### International
Für Schweden nahm Söderström im Juniorenbereich an der U18-Junioren-Europameisterschaft 1987 sowie der U20-Junioren-Weltmeisterschaft 1989 teil. Bei der U18-EM 1987 gewann er mit seiner Mannschaft die Gold-, bei der WM 1989 die Silbermedaille. Vor allem bei der U18-EM konnte er überzeugen, als er sowohl bester Torwart des Turniers als auch in dessen All-Star Team gewählt wurde.
Im Seniorenbereich stand er im Aufgebot seines Landes bei den Weltmeisterschaften 1991, 1992 und 1993 sowie bei den Olympischen Winterspielen 1992 in Albertville und 1998 in Nagano. Bei den Weltmeisterschaften 1991 und 1992 gewann er mit seinem Team jeweils die Goldmedaille und bei der WM 1993 die Silbermedaille. Zudem wies er bei der WM 1992 den niedrigsten Gegentorschnitt auf und wurde zum besten Torwart des Turniers gewählt. Des Weiteren vertrat er Schweden 1991 beim Canada Cup und 1996 beim World Cup of Hockey.

## Erfolge und Auszeichnungen
| - 1990 Schwedischer Meister mit Djurgårdens IF - 1990 Europapokal-Gewinn mit Djurgårdens IF - 1991 Europapokal-Gewinn mit Djurgårdens IF - 1991 Schwedischer Meister mit Djurgårdens IF - 1991 Rookie des Jahres der Elitserien - 1991 Niedrigster Gegentorschnitt der Elitserien - 1992 Schwedischer Vizemeister mit Djurgårdens IF | - 1992 Niedrigster Gegentorschnitt der Elitserien - 1992 Schwedisches Welt-All-Star-Team - 1998 Schwedischer Vizemeister mit Djurgårdens IF - 1998 Niedrigster Gegentorschnitt der Elitserien - 1998 Beste Fangquote der Elitserien - 1998 Guldhjälmen - 2000 Schwedischer Meister mit Djurgårdens IF |

### International
| - 1987 Goldmedaille bei der U18-Junioren-Europameisterschaft - 1987 All-Star Team der U18-Junioren-Europameisterschaft - 1987 Bester Torwart der U18-Junioren-Europameisterschaft - 1989 Silbermedaille bei der U20-Junioren-Weltmeisterschaft - 1991 Goldmedaille bei der Weltmeisterschaft | - 1992 Goldmedaille bei der Weltmeisterschaft - 1992 Bester Torwart der Weltmeisterschaft - 1992 Niedrigster Gegentorschnitt der Weltmeisterschaft - 1993 Silbermedaille bei der Weltmeisterschaft |